# Оттервілл (Міссурі)
Оттервілл (англ. Otterville) — місто (англ. city) в США, в окрузі Купер штату Міссурі. Населення — 440 осіб (2020).

## Географія
Оттервілл розташований за координатами 38°42′11″ пн. ш. 93°0′10″ зх. д. / 38.70306° пн. ш. 93.00278° зх. д. (38.702925, -93.002769).  За даними Бюро перепису населення США в 2010 році місто мало площу 1,27 км², уся площа — суходіл.

## Демографія
Згідно з переписом 2010 року, у місті мешкали 454 особи в 190 домогосподарствах у складі 125 родин. Густота населення становила 358 осіб/км².  Було 224 помешкання (177/км²).
Расовий склад населення:
| - 96,3 % — білих - 1,3 % — чорних або афроамериканців - 0,7 % — корінних американців |

До двох чи більше рас належало 1,8 %. Частка іспаномовних становила 1,1 % від усіх жителів.
За віковим діапазоном населення розподілялося таким чином: 26,9 % — особи молодші 18 років, 57,2 % — особи у віці 18—64 років, 15,9 % — особи у віці 65 років та старші. Медіана віку мешканця становила 36,0 року. На 100 осіб жіночої статі у місті припадало 89,2 чоловіків;  на 100 жінок у віці від 18 років та старших — 83,4 чоловіків також старших 18 років.
Середній дохід на одне домашнє господарство  становив 52 317 доларів США (медіана — 42 083), а середній дохід на одну сім'ю — 61 268 доларів (медіана — 59 167). Медіана доходів становила 36 250 доларів для чоловіків та 31 071 долар для жінок. За межею бідності перебувало 17,2 % осіб, у тому числі 22,3 % дітей у віці до 18 років та 15,2 % осіб у віці 65 років та старших.
Цивільне працевлаштоване населення становило 232 особи. Основні галузі зайнятості: виробництво — 17,7 %, роздрібна торгівля — 15,9 %, освіта, охорона здоров'я та соціальна допомога — 12,9 %, транспорт — 12,5 %.